# Indische Badmintonmeisterschaft 1956/57
Die Indische Badmintonmeisterschaft der Saison 1956/57 fand Mitte Dezember 1956 in Neu-Delhi statt. Es war die 21. Austragung der nationalen Titelkämpfe im Badminton in Indien.

## Endrunde Herreneinzel
|  | Halbfinale | Halbfinale       | Halbfinale | Halbfinale | Halbfinale |  |  | Finale | Finale           | Finale | Finale | Finale |
|  |            |                  |            |            |            |  |  |        |                  |        |        |        |
|  |            |                  |            |            |            |  |  |        |                  |        |        |        |
|  |            | Trilok Nath Seth | 15         | 15         |            |  |  |        |                  |        |        |        |
|  |            | Amrit Lal Dewan  | 10         | 7          |            |  |  |        |                  |        |        |        |
|  |            |                  |            |            |            |  |  |        | Trilok Nath Seth | 15     | 15     | 18     |
|  |            |                  |            |            |            |  |  |        | Nandu M. Natekar | 17     | 11     | 14     |
|  |            | Nandu M. Natekar | 15         | 15         |            |  |  |        |                  |        |        |        |
|  |            | P. S. Chawla     | 3          | 9          |            |  |  |        |                  |        |        |        |
|  |            |                  |            |            |            |  |  |        |                  |        |        |        |

## Weitere Finalergebnisse
| Disziplin    | Sieger                          | Finalist                            | Ergebnis    |
| ------------ | ------------------------------- | ----------------------------------- | ----------- |
| Dameneinzel  | Tara Dandige                    |                                     |             |
| Herrendoppel | Nandu M. Natekar R. D. Vimawala | Amrit Lal Dewan Chiranjit Lal Madan | 15-13, 15-5 |
| Damendoppel  | Jasbir Kaur Meena Shah          |                                     |             |
| Mixed        | D. N. Dhongade M. Gokhale       |                                     |             |